# Кукова Острва на Светском првенству у атлетици на отвореном 2015.
Кукова острва су учествовала на Светском првенству у атлетици на отвореном 2013. одржаном у Пекингу од 22. до 30. августа четрнаести пут а представљала их је једна такмичарка која се такмичила у трци на 100 метара.
На овом првенству такмичарка Кукових Острва остварила је најбољи лични резултат сезоне.

## Учесници
Жене:
- Патриша Теа — 100 м

## Резултати

### Жене
| Атлетичар   | Дисциплина | Лични рекорд | Квалификације | Квалификације | Полуфинале        | Полуфинале        | Финале            | Финале       | Детаљи |
| Атлетичар   | Дисциплина | Лични рекорд | Резултат      | Место         | Резултат          | Место             | Резултат          | Место        | Детаљи |
| ----------- | ---------- | ------------ | ------------- | ------------- | ----------------- | ----------------- | ----------------- | ------------ | ------ |
| Патриша Теа | 100 м      | 12,29 НР     | 12,34 ЛРС     | 8 у гр. 3     | Није се пласирала | Није се пласирала | Није се пласирала | 48 / 52 (54) |        |